# Athena Manoukian
Athena Manoukian (en griego: Αθηνά Μανουκιαν; en armenio: Աթենա Մանուկեան; Atenas, Grecia, 22 de mayo de 1994) es una cantante, compositora y bailarina greco-armenia.

## Carrera
La primera experiencia de Manoukian en la industria de la música fue en 2007, cuando participó y ganó el primer premio en un concurso de talentos llamado "This Is What's Missing", una producción internacional de Alpha Television Network Greece.
Un año más tarde, en 2008, participó en la preselección nacional griega para el Festival de Eurovisión Junior 2008 con la canción "To Fili Tis Aphroditis", donde ocupó el séptimo lugar.
En 2011, Athena lanzó su primer sencillo llamado "Party Like A Freak", que se convirtió en uno de los sencillos más exitosos en Grecia y tiene más de un millón de visitas en YouTube. Tras el éxito de "Party Like A Freak", que fue nominada dos veces para ganar un premio en los Video Music Awards, en 2012 lanzó "I Surrender", que se convirtió instantáneamente en el éxito de verano del año. Unos meses más tarde, añadió una nueva canción a su discografía musical llamada "Na Les Pos M'agapas". Esta también recibió un Disco de Oro por "Party Like A Freak", "I Surrender" y Na Les Pos M'agapas . 
En 2014, Manoukian lanzó el sencillo "XO", publicado por Warner / Chappell y Max Music Scandinavia. Este fue grabado en Estocolmo (Suecia) y su vídeo musical fue filmado en Sídney (Australia), el cual cosechó gran éxito en Europa, Asia, Australia y América. Para ello, colaboró con un equipo que estaba detrás de otros artistas como Céline Dion, Madonna, Selena Gomez, Ace of Base, Ashley Tisdale, Enrique Iglesias, Ola Svensson, Jennifer Lopez o GLEE, entre otros. Ella también alcanzó el número 1 en las listas y ganó la competición de los Premios Pulse de Armenia por Mejor Canción en Inglés y ganó el European Song Contest en Armenia con 122 votos.  
En 2017, la artista entró en la industria de la música como compositora y escribió la música y la letra de "Palia Mou Agapi", interpretada por Helena Paparizou, ganadora del Festival de Eurovisión 2005. Athena obtuvo un disco de platino, ya que la canción alcanzó más de mil ventas. 
También se postuló para representar a Armenia en el Festival de Eurovisión, concretamente en 2015 y 2016. Ella habló sobre su deseo de participar en Eurovisión por Armenia, Grecia o Chipre. Finalmente, ganó Depi Evratesil 2020, la tercera temporada de la preselección nacional armenia e iba a representar a Armenia en el Festival de Eurovisión 2020 en Róterdam, Países Bajos, antes de que se cancelara debido a la pandemia de COVID-19.

## Discografía

### Colaborativa
- Party Like a Freak (feat. DJ Kas)[7][8]

### Individual
- To Fili Tis Aphroditis (2008) "No Comercial"
- I Surrender[9](2012)
- Na Les Pos M'Agapas[10] (2012)
- XO[11] (2014)
- Chains On You (2020)
- Chains On You (Eurovision Revamp) (2020)
- Dolla (2020)
- You Should Know (2021)
- OMG (2021)
- Kiss Me In The Rain (2022)
- Loca (ft. Limitless) (2022)
- Bom Bom (2022)
- Gone (2023)
- Tet A Tet (2023)
- Belas (2024)
- Enstikto (2024)
- Psycho (2025)
- DaQueenation (2025)

## Premios
| Año  | Premio                      | Categoría                    | Ciudad          | Resultado |
| ---- | --------------------------- | ---------------------------- | --------------- | --------- |
| 2015 | Armenian Pulse Music Awards | Mejor canción en inglés (XO) | Ereván, Armenia | Ganadora  |

| Año  | Premio                | Categoría                    | Ciudad          | Resultado |
| ---- | --------------------- | ---------------------------- | --------------- | --------- |
| 2016 | European Song Contest | Mejor canción en inglés (XO) | Ereván, Armenia | Ganadora  |